# Alejandría
Alejandría este un municipiu din departamentul Antioquia, Columbia.